# Benoitodes sanctaehelenae
Benoitodes sanctaehelenae är en spindelart som först beskrevs av Embrik Strand 1909.  Benoitodes sanctaehelenae ingår i släktet Benoitodes och familjen plattbuksspindlar. Inga underarter finns listade.